# Orange County Transportation Authority
Die Orange County Transportation Authority, allgemein als OCTA bezeichnet, ist die größte Nahverkehrsgesellschaft im Orange County, Kalifornien.

## Geschichte
Der Vorgänger der OCTA wurde 1972 nach einer Volksabstimmung als Santa Ana Transit gegründet. Nachdem sich über die Jahre weitere kleinere Verkehrsbetriebe im Orange County bildeten, schloss sich die Santa Ana Transit mit mehreren davon zusammen und benannte sich zum Orange County Transit District (OCTD) um. 1991 wurde schließlich die OCTA als Zusammenschluss von sieben verschiedenen Verkehrsbehörden gegründet. Diese waren:
- Orange County Transportation Commission
- Orange County Transit District
- Consolidated Transportation Services Agency
- Orange County Local Transportation Authority
- Orange County Service Authority for Freeway Emergencies
- Orange County Congestion Management Agency
- Orange County Service Authority for Abandoned Vehicles

## Bus
OCTA betreibt insgesamt 77 Buslinien, die jede Stadt im Orange County erreichen. Zudem fahren einige Linien bis in die Countys von Los Angeles, Riverside, und San Diego herein. So gibt es z. B. einen Knotenpunkt gegenüber der Cal State Long Beach, und die Linien 701 und 721 fahren über den Harbor Transitway bis nach Downtown LA. Die Buslinien sind nach ihrer unterschiedlichen Art nummeriert:
- 1–99 sind normale Buslinien, die auf den größten Straßen im County fahren.
- 100–199 sind Ableger von früheren Linien, die vorwiegend Wohngegenden befahren.
- 200–299 befahren größtenteils die Freeways, die zu Industriegebieten führen.
- 400–499 sind spezielle Shuttles, die Stationen von Metrolink Zügen befahren und deren Abfahrtszeiten sich nach den Zügen richten.
- 700–799 sind sogenannte intercounty express routes. Diese verkehren größtenteils auf Freeways und sind darauf ausgerichtet, Knotenpunkte mit großen Abständen möglichst schnell zu erreichen (z. B. Fullerton-Downtown Los Angeles in 30 Minuten).

Alle Busse besitzen ein Fahrradgeschirr, das vorne außen am Bus angebracht ist und bis zu zwei Fahrräder gleichzeitig transportieren kann. Fahrräder dürfen nur an Bord eines Busses mitgenommen werden, wenn kein Platz mehr am Fahrradgeschirr vorhanden ist und es die letzte Fahrt des Tages ist.
Der Knotenpunkt mit den meisten Buslinien ist der South Coast Plaza in Costa Mesa. Dort halten 12 Linien (51, 55, 57, 76, 86, 145, 172, 173, 211, 216, 464 und 794). Die längste Fahrt ist die der Linie 1. Diese ist etwa 60 km lang, dauert im Durchschnitt 2,5 Stunden und führt von der Cal State Long Beach entlang des Pacific Coast Highway bis hinter die Stadtgrenze von San Diego.